# Обикновена смръчкула
Смръчкулата, още Смръчка, Мръчкула, Пумпалка,Корминка или Овчи тумбак (Morchella esculenta), е вид ядлива, торбеста гъба от род Morchella.

## Разпространение
Среща се в светли широколистни и смесени гори, ливади, паркове и градини през пролетта от април до май.

## Описание
Шапката е яйцевидна, сивожълтеникава до кафеникава с размери около 6-12 × 4-8 cm. Пънчето е цилиндрично и кухо, задебелено в основата, с размери 3-8 × 1-3 cm.